# Spiv Brativ
Spiv Brativ  (от укр. Спів Братів - Пение Братьев) — украинская группа, созданная 01 октября 2010 года в городе Черкассы. Группа состоит из четырех родных братьев: Дмитрия, Артемия, Антония и Леонтия Осичнюков.

## История
Группа Spiv Brativ создана в 2010 году по инициативе старшего брата 18-летнего Дмитрия Осичнюка, который пригласил в группу своих младших братьев: 15-летнего Артемия и 14-летних близнецов Антония и Леонтия . Впоследствии все четверо стали выпускниками Черкасского музыкального колледжа им. С.Гулака-Артемовского .
В ноябре 2013 года братья Осичнюки вместе с отцом Владимиром прошли в финал телевизионного шоу «Одна Родина» на телеканале Интер. Благодаря сходству четырех братьев с «ливерпульской четверкой» на шоу к группе Spiv Brativ приклеилось название «украинский Битлз»  .
К 200-летию рождения Тараса Шевченко  (октябрь 2014 года) группа Spiv Brativ презентовала программу «Батьку-Кобзарю», которая состояла из пяти песен, написанных на стихи Шевченко, а также одной авторской песни. Целью этой программы было популяризировать творчество Тараса Шевченко среди школьников .
8 февраля 2015 года братья Осичнюки перепели хиты группы Битлз на украинском языке благодаря эквиритмическому переводу Александра Выженко из Запорожья . Он вместе с сыном перевел все песни «Битлз», а их более двухсот.
17 февраля 2015 года группа Spiv Brativ выпустила свой первый альбом под названием «З любов'ю в серці, енергією в тілі і рок-н-ролом в голові» (С любовью в сердце, енергией в теле и рок-н-ролом в голове)  .
В течение февраля-апреля 2015 года братья вместе с отцом принимали участие в шоу «У Украины есть талант», где стали полуфиналистами.
В феврале 2016 года ко второй годовщине памяти Героев Майдана (Небесная Сотня) Spiv Brativ создали песню «Очі Небесної Сотні» («Очи Небесной Сотни») на слова Александра Выженко  .
20 марта 2016 года группа приняла участие и заняла четвертое место в Национальном финале Global Battle Of The Bands.
В январе 2022 года Spiv Brativ приняли участие в 12 сезоне шоу Голос Страны. Группа прошла слепые прослушивания благодаря спецпроекту «Второй шанс» , который представили в этом сезоне Александра Зарицкая и Андрей Мацола. После успешно пройденных трех этапов «Второго шанса» , участие в шоу было приостановлено в связи с российским вторжением в Украину 24 февраля 2022 года.
В марте-мае 2022 года в проекте «Музыкальная оборона» вышли синглы «В городе Херсоне» , «Чернобаевка» , «Бункер» , «Масква» , «Ты кнопка» , «Конотоп».

## Участники
- Дмитрий Осичнюк (р. 1 ноября 1991) - вокал, гитара, губная гармоника, укулеле, клавиши
- Артемий Осичнюк (р. 24 октября 1994) — ударные, перкуссия, ксилофон, бек-вокал
- Антоний Осичнюк (р. 14 августа 1996) - соло-гитара, бек-вокал, вокал
- Леонтий Осичнюк (р. 14 августа 1996) - бас-гитара, бэк-вокал, контрабас

## Дискография
- 2014 — «Батьку-Кобзарю» (концептуальный альбом)
- 2015 — «С любовью в сердце, энергией в теле и рок-н-роллом в голове» (студийный альбом)
- 2016 - "Земля и небо" (двойной альбом)
- 2018 — Once Upon A Time (англоязычный мини-альбом)
- 2022 – «Музыкальная оборона»